# Cornufer citrinospilus
Espèce
Synonymes
- Platymantis citrinospilus Brown, Richards & Broadhead, 2013

Cornufer citrinospilus est une espèce d'amphibiens de la famille des Ceratobatrachidae.

## Répartition
Cette espèce est endémique de Nouvelle-Bretagne en Papouasie-Nouvelle-Guinée. Elle se rencontre entre 1 650 et 1 700 m d'altitude dans les monts Nakanai.

## Description
Les mâles mesurent de 29,5 à 32,2 mm.

## Publication originale
- Brown, Richards & Broadhead, 2013 : A new shrub frog in the genus Platymantis (Ceratobatrachidae) from the Nakanai Mountains of eastern New Britain Island, Bismarck Archipelago. Zootaxa, no 3710 (1), p. 31-45.